# Eleição municipal de Campinas em 1992
A eleição municipal de Campinas em 1992 ocorreu em 3 de outubro do mesmo ano. O prefeito Jacó Bittar (PSB) terminara seu mandato em 1 de janeiro do ano seguinte. Magalhães Teixeira (PSDB) foi eleito prefeito de Campinas em primeiro turno.

## Resultado da eleição para prefeito

### Primeiro turno
| Candidatos a prefeito     | Candidatos a vice-prefeito | Número | Coligação               | Votos recebidos | Percentual |
| ------------------------- | -------------------------- | ------ | ----------------------- | --------------- | ---------- |
| Magalhães Teixeira PSDB   | Edivaldo Orsi PSDB         | 45     | PSDB, PFL, PTR, PV, PSC | 224 365         | 60,57%     |
| José Pinotti PMDB         | n/d PMDB                   | 15     | PMDB, PSD, PDC, PDS, PL | 65 817          | 17,77%     |
| Luiz Lauro PTB            | n/d PRN                    | 14     | PTB, PRN, PST, PRP      | 33 638          | 9,08%      |
| Renato Simões PT          | n/d PT                     | 13     | PT, PCdoB, PPS          | 26 402          | 7,13%      |
| Marcilio Pazinatto PDT    | n/d PDT                    | 12     | PDT (sem coligação)     | 14 505          | 3,91%      |
| Josias Caetano PMSD       | n/d PMSD                   | 75     | PMSD (sem coligação)    | 3 873           | 1,05%      |
| Pedro Benedito Maciel PSB | n/d PSB                    | 40     | PSB (sem coligação)     | 1 823           | 0,49%      |